# Фируз-шах Бахмани
Тадж уд-Дин Фируз Шах (? — 1 октября 1422) — восьмой султан Бахманийского султаната (24 ноября 1397 — 1 октября 1422). Он расширил свой султанат и захватил область Райчур Доаб у Виджаянагарской империи.

## Биография
Представитель династии Бахмани. Сын принца Ахмада-хана и внук Хасана Бахман-шаха, основателя Бахманийского султаната.
Бахманийский султан Шамс ад-Дин Дауд-шах II, правивший в 1397 году, решил посадить в тюрьму двух братьев, принцем Фируза и Ахмада, опасаясь их претензий на султанский престол. Братья узнали об этом и бежали в Сагару. Вскоре Фируз и Ахмад напали на султанский дворец, убили первого министра и его сына. Султан Шамс уд-Дин Дауд был ослеплен и заключен в тюрьму до конца жизни. Фируз вступил на вакантный султанский трон, а своему брату Ахмаду пожаловал должность первого министра.
Фируз-шах вел длительную войну с Виджаянагарской империей. В 1398 и 1406 годах бахманийская армия одержала две победы над противником, а в 1419 году виджаянагарские войска торжествовали победу. В результате одной из своих побед Фируз-шах женился на дочери Дева Райя I, императора Виджаянагарской империи (1406—1412).
В начале правления Фируз-шаха, в 1398 году Харихары II (1377—1404) вторгся в Бахманийский султанат и захватил Райчур-Доаб. Эта угроза была пресечена победой Фируз-шаха, который устроил засаду и вынудили виджаянагарскую армию отступить.
Фируз-шах возглавил успешную военную кампанию против Нарсингха Раи из Херлы, который вынужден был отдать сорок слонов и свою дочь бахманийскому султану. В 1420 году Фируз-шах предпринял неудачное нападение на Пангал, которое обернулось катастрофой. Фируз-шах был разбит виджаянагарцами и вынужден был отступить, сдав южные и восточные районы своего султаната. Это поражение оказало глубокое влияние на его моральный дух. Последние два года своего правления он провел в аскетизме и благочестии.
В 1422 году Фируз-шах отрекся от престола в пользу своего младшего брата Ахмада, которого мусульмане и индусы считали «святым».
Фируз был полон решимости сделать регион Декан культурным центром Индии. Фируз-шах уделял большое внимание портам Чаул и Дхабол, которые привлекали торговые суда из Персидского залива и Красного моря. Фируз-шах умер 1 октября 1422 года в Гулбарге.